# Семаева, Нина Сергеевна
Ни́на Серге́евна Сема́ева (род. 1 июня 1931, Павловка) — советский редактор. Директор «Западно-Сибирского книжного издательства».

## Биография
Окончила Барнаульское педагогическое училище, затем Томский государственный университет.
В 1957 году стала редактором детской литературы в «Новосибирском книжном издательстве», в 1965 году — старшим редактором. В 1968–1987 годах была директором «Западно-Сибирского книжного издательства».
В 1967 году стала членом Союза журналистов СССР.

## Награды
- 1971 — орден «Знак Почёта».
- 1976 — орден Трудового Красного Знамени.
- 1981 — заслуженный работник культуры РСФСР.
- Медали.